# Шефер, Густав (гребец)
Густав Шефер (нем. Gustav Schäfer, 22 сентября 1906, Йохангеоргенштадт, Королевство Саксония — 10 декабря 1991[…], Мюнхен) — немецкий гребец, чемпион летних Олимпийских игр 1936 года в одиночках, чемпион Европы 1934 года, двукратный чемпион Германии.

## Биография
Густав Шефер родился в 1906 году в Йохангеоргенштадте, а в 1911 семья переехала в Дрезден. Его отец работал краснодеревщиком. В детстве Шефер занимался водным поло, хоккеем на траве и футболом. В спортивном клубе Дрездена Густав активно занимался плаванием, участвуя в национальных соревнованиях, однако высоких результатов ему не удавалось добиться. Здесь же в 1929 году он начал заниматься академической греблей. Первое время Густав соревновался в четвёрках и восьмёрках, но в 1931 году перешёл в одиночки. В 1932 году Шефер впервые стал призёром национального чемпионата, завоевав серебряную награду. С 1933 года он начал тренироваться под руководством британца Джорджа Кондери В 1934 году Шеферу удалось стать чемпионом Германии. На дебютном чемпионате Европы немецкий гребец смог выиграть золотую медаль, опередив действующего чемпиона поляка Роджера Верея. В 1935 году Шефер завоевал очередную медаль национального первенства, став бронзовым призёром, а спустя год во второй раз в карьере завоевал золото чемпионата Германии. Причём после бронзы 1935 года Шефер думал закончить с греблей, но Кондери удалось его переубедить.
В 1936 году Шефер был включён в состав сборной для участия в берлинских летних Олимпийских играх. На предварительных стадиях Шефер уверенно выиграл два своих заезда и вышел в финал, где его главным соперником считался победитель двух последних Королевских регат швейцарец Эрнст Руфли, который как и Густав в каждом из заездов финишировал первым. Решающий заплыв сложился для Руфли неудачно и он с первых же метров дистанции начал отставать от соперников. Шефер же наоборот начал очень мощно и к середине дистанции лидировал, опережая ближайшего преследователя австрийца Йозефа Хазенёрля почти на 4 секунды, а у идущего третьим канадца Чарльза Кэмпбелла — 5,7 с. Немецкому гребцу в итоге удалось сохранить высокий темп до конца гонки и стать олимпийским чемпионом.
После окончания Олимпийских игр Шефер завершил спортивную карьеру и получил небольшую должность в министерстве труда. Джордж Кордери пытался убедить Шефера выступить на Олимпийских играх в 1940 году в Токио, но тот отказался возвращаться в греблю. В 1938 году Кордери из-за политической обстановки в Германии уехал в Великобританию. Во время Второй мировой войны Шефер воевал во Франции и СССР, где и был захвачен в плен, в котором оставался до 1947 года. После возвращения на Родину Шефер и его партнёр по гребле Георг фон Опель основали германское олимпийское общество. На летних Олимпийских играх 1952 года Густав находился в качестве сотрудника спортивной газеты. В дальнейшем Шефер выступал в соревнованиях ветеранов, а потом переехав в Вильгельмсхафен работал там тренером по гребле с 1955 по 1961 год, а затем до середины 60-х он тренировал в клубе RSV Bayern в Мюнхене, при этом в 1961 году восточногерманская газета «Der Morgen» выпустила заметку, согласно которой Шефер погиб во время войны, а олимпийский призёр Ахим Хилль выражал сожаление, что ему так и не довелось встретиться с Шефером. Из-за нескольких операций на бедре у Шефера одна нога стала короче на 5 см и он уже не мог заниматься греблей. В последние годы жизни был прикован к инвалидному креслу.
В 1988 году президент ФРГ Рихард фон Вайцзеккер наградил Шефера орденом «За заслуги перед Федеративной Республикой Германия». Густав Шефер умер в Мюнхене в 1991 году. В 2008 году он был включён в зал славы немецкого спорта.